# Helga Øvsthus
Helga Øvsthus Fenne (ur. 1 sierpnia 1964 w Voss) – norweska biathlonistka.

## Kariera
W Pucharze Świata zadebiutowała w sezonie 1986/1987. W indywidualnych zawodach tego cyklu dwa razy stanęła na podium: 11 marca 1988 roku w Oslo zajęła trzecie miejsce w biegu indywidualnym, a 19 marca 1988 roku w Jyväskylä zwyciężyła w sprincie. W pierwszych zawodach wyprzedziły ją jej rodaczka Elin Kristiansen i Nadeżda Aleksiewa z Bułgarii, a w drugich uplasowała się przed dwiema kolejnymi Bułgarkami: Cwetaną Krastewą i Mariją Manołową. Najlepsze wyniki osiągnęła w sezonie 1987/1988, kiedy zajęła ósme miejsce w klasyfikacji generalnej.
W 1987 roku wystąpiła na mistrzostwach świata w Lahti, gdzie zajęła 28. miejsce w biegu indywidualnym. Na rozgrywanych rok później mistrzostwach świata w Chamonix była siódma w sprincie. Wystartowała też na mistrzostwach świata w Mińsku/Oslo w 1990 roku, gdzie zajęła szóste miejsce w biegu drużynowym. Nigdy nie wystartowała na igrzyskach olimpijskich.
Jej mężem jest były norweski biathlonista, Gisle Fenne. Ich córka, Hilde Fenne, także uprawiała biathlon.

## Osiągnięcia

### Mistrzostwa świata
| Rok  | Miejscowość | Konkurencje | Konkurencje | Konkurencje | Konkurencje | Konkurencje | Konkurencje | Konkurencje |
| Rok  | Miejscowość | IN          | SP          | PU          | MS          | RL          | MR          | SR          |
| ---- | ----------- | ----------- | ----------- | ----------- | ----------- | ----------- | ----------- | ----------- |
| 1987 | Lahti       | 28.         | –           | nd.         | nd.         | –           | nd.         | –           |
| 1988 | Chamonix    | –           | 7.          | nd.         | nd.         | –           | nd.         | –           |
| 1990 | Mińsk/Oslo  | –           | –           | nd.         | nd.         | –           | nd.         | –           |

### Puchar Świata

#### Miejsca w klasyfikacji generalnej
| Sezon     | Miejsce |
| --------- | ------- |
| 1986/1987 | -       |
| 1987/1988 | 8.      |
| 1989/1990 | 56.     |

#### Miejsca na podium chronologicznie
| Lp. | Dzień    | Rok  | Miejscowość | Konkurencja                | Lokata | Pudła | Czas biegu | Strata  | Zwycięzca        |
| --- | -------- | ---- | ----------- | -------------------------- | ------ | ----- | ---------- | ------- | ---------------- |
| 1.  | 11 marca | 1988 | Oslo        | Bieg indywidualny na 15 km | 3.     | 0+2+0 | 33:21,5    | +2:01,2 | Elin Kristiansen |
| 2.  | 19 marca | 1988 | Jyväskylä   | Sprint na 7,5 km           | 1.     | 0+1   | 16:56,2    | –       | –                |